# Okolica czołowa
Okolica czołowa (łac. regio frontalis) – w anatomii człowieka nieparzysta, położona pośrodkowo okolica głowy.
Okolica czołowa ma nieregularny kształt. Od góry i tyłu graniczy z okolicą ciemieniową; od dołu i tyłu – z okolicami skroniowymi, a następnie, kolejno od dołu ku przodowi – z okolicami jarzmowymi, okolicami oczodołowymi oraz okolicą nosową.